# Linia kolejowa nr 836
Linia kolejowa nr 836 – znaczenia miejscowego, jednotorowa, zelektryfikowana linia kolejowa, łącząca rozjazd 1 z rozjazdem 192 stacji Białystok.
Kilometraż linii pokrywa się z kilometrażem linii kolejowej Zielonka – Kuźnica Białostocka.
Linia umożliwia ominięcie części pasażerskiej stacji Białystok poprzez grupę torów przyjazdowo-odjazdowych, przez pociągi jadące zarówno z kierunku Łap, Starosielc oraz Nowego Miasta, jak i Sokółki oraz Walił.